# Andreï Tititch
Andreï Vasilievitch Tititch (en russe : Андрей Васильевич Титич) est un joueur russe de volley-ball né le 10 mars 1986. Il mesure 2,02 m et joue réceptionneur-attaquant.

## Clubs
| Club                   | De        | À         |
| ---------------------- | --------- | --------- |
| Dinamo Moscou          | 2005-2006 | 2007-2008 |
| Iaroslavitch Iaroslavl | 2008-2009 | 2010-2011 |
| Fakel Novy Ourengoï    | 2011-2012 | ...       |

## Palmarès
- Championnat de Russie (2)
  - Vainqueur : 2006, 2008
  - Finaliste : 2007
- Coupe de Russie (2)
  - Vainqueur : 2006, 2008
  - Finaliste : 2007